# گور تپه (گبر تپه)
گور تپه (گبر تپه) مربوط به دوران‌های تاریخی پس از اسلام است و در شهرستان بوئین‌زهرا، بخش آبگرم، روستای طبلشکین واقع شده و این اثر در تاریخ ۱۰ مهر ۱۳۸۰ با شمارهٔ ثبت ۴۱۱۰ به‌عنوان یکی از آثار ملی ایران به ثبت رسیده است.